# Shaunae Miller-Uibo
Shaunae Miller-Uibo (ur. 15 kwietnia 1994 w Nassau) – bahamska lekkoatletka specjalizująca się w biegach sprinterskich. Mistrzyni olimpijska z Rio de Janeiro (2016) i Tokio (2020) w biegu na 400 metrów, mistrzyni świata.
W 2010 zdobyła złoty medal rozgrywanych w Moncton mistrzostw świata juniorów w biegu na 400 metrów. Rok później została mistrzynią świata kadetek na tym samym dystansie. W 2014 zdobyła brąz halowych mistrzostw świata w Sopocie. W 2015 roku zdobyła srebrny medal na dystansie 400 metrów podczas mistrzostwa świata w Pekinie. Rok później została mistrzynią olimpijską na tym dystansie. Na mistrzostwach świata w Londynie (2017) zdobyła brąz w biegu na 200 metrów oraz zajęła 4. miejsce w finale biegu na 400 metrów. W 2019 sięgnęła po swoje drugie srebro mistrzostw świata. W 2021 zdobyła swoje drugie w karierze mistrzostwo olimpijskie. W 2022 w Eugene sięgnęła po pierwszy w karierze tytuł mistrzyni świata na dystansie 400 metrów.
Złota medalistka mistrzostw Bahamów, mistrzostw Ameryki Środkowej i Karaibów kadetek, mistrzostw NCAA oraz CARIFTA Games.
W lutym 2017 wyszła za mąż za estońskiego wieloboistę Maicela Uibo.

## Osiągnięcia

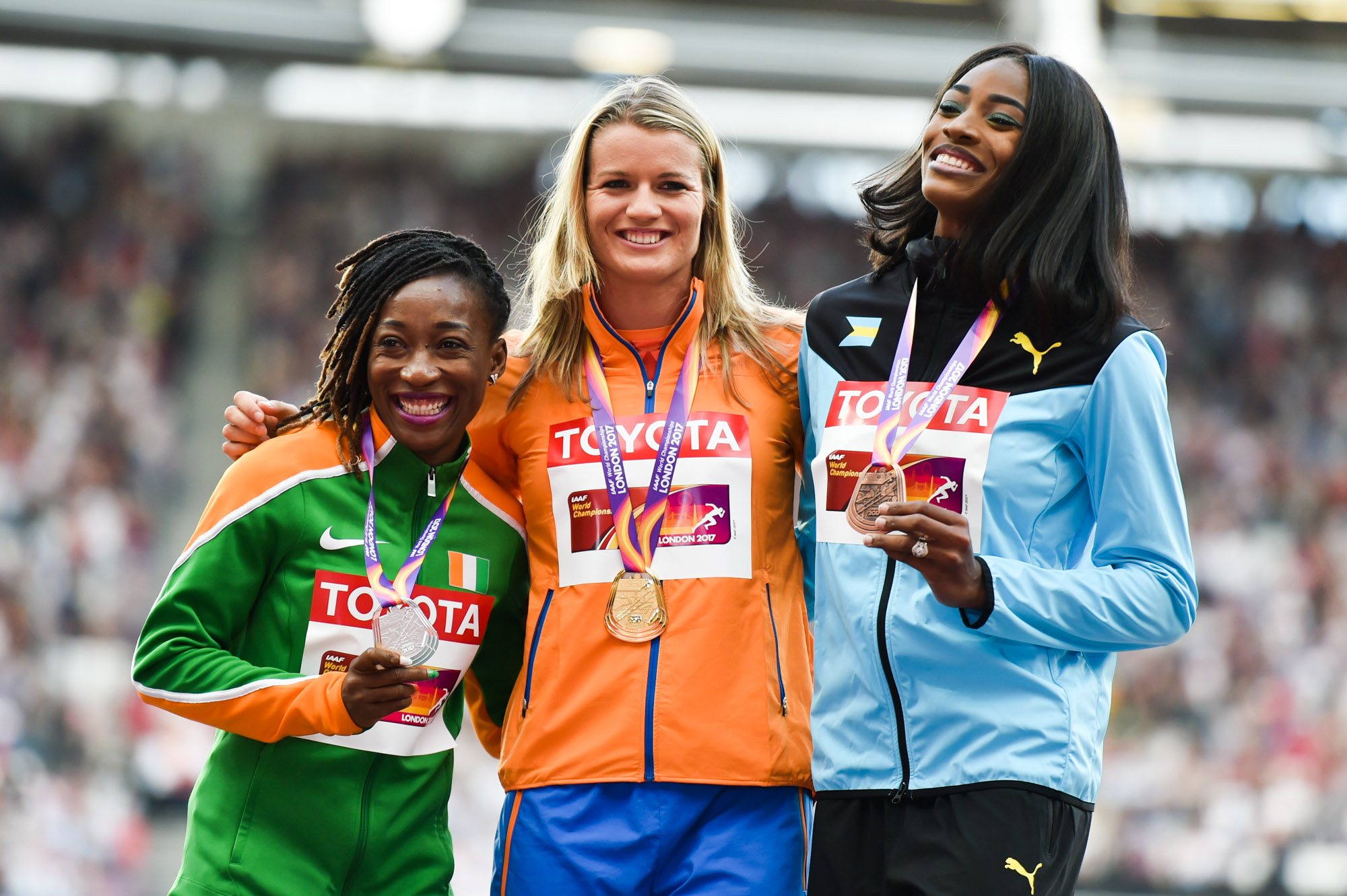
Shaunae Miller-Uibo (po prawej) na podium mistrzostw świata (2017)

| Rok  | Impreza                               | Miejsce         | Konkurencja                 | Lokata     | Wynik   |
| ---- | ------------------------------------- | --------------- | --------------------------- | ---------- | ------- |
| 2010 | Mistrzostwa świata juniorów           | Moncton         | bieg na 400 m               | 1. miejsce | 52,52   |
| 2011 | Mistrzostwa świata juniorów młodszych | Lille Metropole | bieg na 400 m               | 1. miejsce | 51,84   |
| 2012 | CARIFTA Games                         | Hamilton        | bieg na 200 m               | 2. miejsce | 23,18   |
| 2012 | Mistrzostwa świata juniorów           | Barcelona       | bieg na 400 m               | 4. miejsce | 51,78   |
| 2012 | Igrzyska olimpijskie                  | Londyn          | bieg na 400 m               | eliminacje | DNF4    |
| 2013 | CARIFTA Games                         | Nassau          | bieg na 200 m               | 1. miejsce | 22,77   |
| 2013 | CARIFTA Games                         | Nassau          | bieg na 400 m               | 1. miejsce | 51,63   |
| 2013 | CARIFTA Games                         | Nassau          | sztafeta 4 × 100 m          | 1. miejsce | 44,77   |
| 2013 | Mistrzostwa świata                    | Moskwa          | bieg na 200 m               | 4. miejsce | 22,74   |
| 2013 | Mistrzostwa świata                    | Moskwa          | sztafeta 4 × 100 m          | eliminacje | DSQ     |
| 2014 | Halowe mistrzostwa świata             | Sopot           | bieg na 400 m               | 3. miejsce | 52,06   |
| 2015 | IAAF World Relays                     | Nassau          | sztafeta 4 × 200 m          | –          | DQ      |
| 2015 | Mistrzostwa świata                    | Pekin           | bieg na 400 m               | 2. miejsce | 49,67   |
| 2015 | Mistrzostwa świata                    | Pekin           | sztafeta 4 × 100 m          | eliminacje | 3:28,46 |
| 2016 | Igrzyska olimpijskie                  | Rio de Janeiro  | bieg na 400 m               | 1. miejsce | 49,44   |
| 2017 | IAAF World Relays                     | Nassau          | sztafeta 4 × 400 m          | eliminacje | 3:34,40 |
| 2017 | Mistrzostwa świata                    | Londyn          | bieg na 200 m               | 3. miejsce | 22,15   |
| 2017 | Mistrzostwa świata                    | Londyn          | bieg na 400 m               | 4. miejsce | 50,49   |
| 2018 | Igrzyska Wspólnoty Narodów            | Gold Coast      | bieg na 200 m               | 1. miejsce | 22,09   |
| 2018 | Puchar Interkontynentalny             | Ostrawa         | bieg na 200 m               | 1. miejsce | 22,16   |
| 2018 | Puchar Interkontynentalny             | Ostrawa         | sztafeta 4 × 400 m          | 1. miejsce | 42,11   |
| 2018 | Puchar interkontynentalny             | Ostrawa         | sztafeta mieszana 4 × 400 m | 1. miejsce | 3:13,01 |
| 2019 | Mistrzostwa świata                    | Doha            | bieg na 400 m               | 2. miejsce | 48,37   |
| 2021 | Igrzyska olimpijskie                  | Tokio           | bieg na 200 m               | 8. miejsce | 24,00   |
| 2021 | Igrzyska olimpijskie                  | Tokio           | bieg na 400 m               | 1. miejsce | 48,36   |
| 2022 | Halowe mistrzostwa świata             | Belgrad         | bieg na 400 m               | 1. miejsce | 50,31   |
| 2022 | Mistrzostwa świata                    | Eugene          | bieg na 400 m               | 1. miejsce | 49,11   |
| 2023 | Mistrzostwa świata                    | Budapeszt       | bieg na 400 m               | eliminacje | 52,65   |
| 2024 | World Athletics Relays                | Nassau          | sztafeta mieszana 4 × 400 m | repasaże   | 3:12,81 |
| 2024 | Igrzyska olimpijskie                  | Paryż           | bieg na 400 m               | repasaże   | 53,50   |

## Rekordy życiowe
- bieg na 60 metrów (hala) – 7,59 (25 stycznia 2013, Fayetteville)
- bieg na 100 metrów – 10,98 (24 lipca 2020, Clermont) / 10,92w (1 maja 2022, Clermont)
- bieg na 200 metrów – 21,74 (29 sierpnia 2019, Zurych) rekord Bahamów
- bieg na 200 metrów (hala) – 22,40 (31 stycznia 2021, Fayetteville) rekord Bahamów
- bieg na 300 metrów – 34,41 (20 czerwca 2019, Ostrawa) rekord świata
- bieg na 300 metrów (hala) – 35,45 (3 lutego 2018, Nowy Jork) rekord świata[3]
- bieg na 400 metrów (stadion) – 48,36 (6 sierpnia 2021, Tokio), rekord Ameryki Północnej, 6. wynik w historii światowej lekkoatletyki
- bieg na 400 metrów (hala) – 50,21 (13 lutego 2021, Nowy Jork) były rekord Ameryki Północnej, 10. wynik w historii światowej lekkoatletyki

5 maja 2024 w Nassau Miller-Uibo biegła na ostatniej zmianie bahamskiej sztafety mieszanej 4 × 400 metrów, która wynikiem 3:12,81 ustanowiła aktualny rekord kraju w tej konkurencji.